# Pimoa mono
Espèce
Pimoa mono est une espèce d'araignées aranéomorphes de la famille des Pimoidae.

## Distribution
Cette espèce est endémique de Californie aux États-Unis,. Elle se rencontre dans la grotte Meander Cave dans le comté de Mono.

## Description
La femelle holotype mesure 5,0 mm pour le céphalothorax et 6,0 mm pour l'abdomen.

## Étymologie
Son nom d'espèce lui a été donné en référence au lieu de sa découverte, le comté de Mono.

## Publication originale
- Hormiga, 1994 : A revision and cladistic analysis of the spider family Pimoidae (Araneoidea: Araneae). Smithsonian Contributions to Zoology, no 549, p. 1-104 (texte intégral).